# ジェームズ・デイリー (初代ダンサンドル＝クランコナル男爵)
初代ダンサンドル＝クランコナル男爵ジェームズ・デイリー（英語: James Daly, 1st Baron Dunsandle and Clanconal、1782年4月1日 – 1847年8月7日）は、イギリスの政治家、アイルランド貴族。ゴールウェイ県の有力な地主であり、庶民院議員（1805年 – 1811年、1812年 – 1830年、1832年 – 1834年）を務めた後、1845年に男爵に叙された。

## 生涯

### 生い立ち

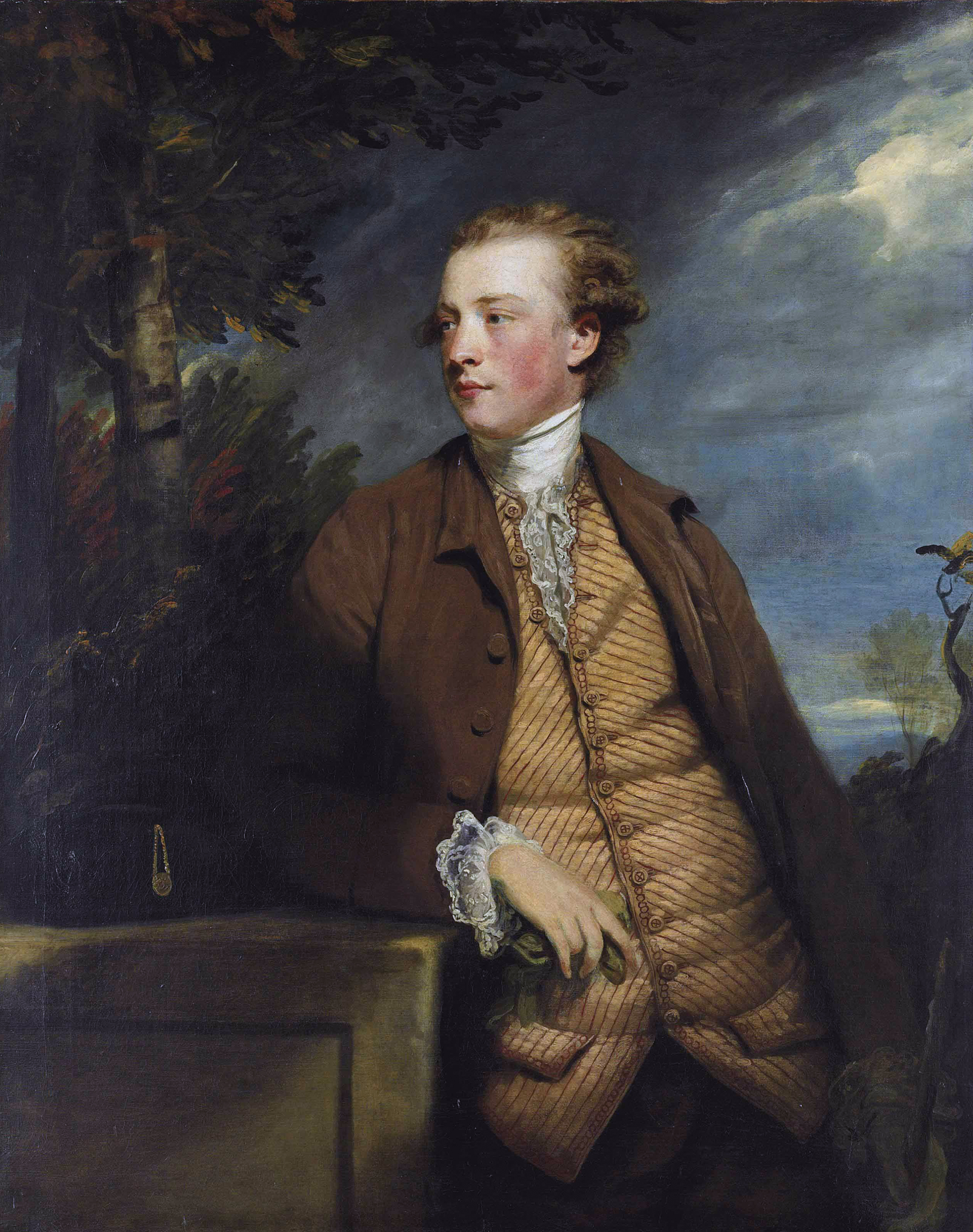
父デニス・デイリー、1775年ごろ。

デニス・デイリーと妻ヘンリエッタ（初代ファーナム伯爵ロバート・マクスウェルの娘）の長男として、1782年4月11日に生まれた。1799年にダブリン大学トリニティ・カレッジに入学、1802年よりキングズ・インズに通った。

### ゴールウェイ・バラ選挙区選出議員
1799年時点で年収16,000ポンド相当の財産があり、ゴールウェイ県では最も勢力の強い家系だった。ゴールウェイ・バラ選挙区での1議席も従伯父デニス・ボーズ・デイリーが掌握しており、デイリーが成人するとデニス・ボーズ・デイリーは1805年に議員を辞任してデイリーを当選させた。1806年、1807年の総選挙でも再選した。このほか、1804年から1805年までゴールウェイ市長を務め、以降1810年から1811年まで、1814年から1815年まで、1818年から1820年まで、1822年から1826年までと数度就任している。
デニス・ボーズ・デイリーは（第2次小ピット内閣に対する）野党に属したため、デイリーにもそのようにふるまうことを期待したが、デイリーは与党を支持した。しかし1806年に初代グレンヴィル男爵ウィリアム・グレンヴィルが首相に就任、ホイッグ党内閣が成立した後もデイリーが与党を支持し続けたため、投票傾向が偶然にもデニス・ボーズ・デイリーと一致した。翌年にグレンヴィル内閣が倒れた後は一時引き続きグレンヴィルを支持したが、第2次ポートランド公爵内閣（1807年 – 1809年）はデイリーの弟に年収500ポンドの官職を与えてデイリーの支持を勝ち得た。野党に戻ったデニス・ボーズ・デイリーとは対照的だったが、カトリック解放に関しては2人ともに採決で支持した。続くパーシヴァル内閣（1809年 – 1812年）も支持したが、デニス・ボーズ・デイリーがしびれを切らして、デイリーにホイッグ党に反対する投票をしないよう迫った結果、デイリーは1811年2月に辞任した。デニス・ボーズ・デイリーが選んだ後任はキルデア県の名家出身のフレデリック・ポンソンビー閣下（Hon. Frederick Ponsonby、初代ポンソンビー男爵の息子）であり、ゴールウェイ県での人脈がほとんどなかったため、1812年の総選挙で落選、デイリー家はしばらくゴールウェイ・バラ選挙区の議席を失うこととなる。

### ゴールウェイ県選挙区選出議員
デイリー自身はゴールウェイ県選挙区（2人区）で勢力を蓄え、1812年イギリス総選挙で同選挙区から出馬した。政府はデイリーへの支持を表明、現職議員のデニス・ボーズ・デイリー（引き続きホイッグ党所属）とリチャード・マーティンの二択にはマーティンを選んだが、マーティンは支持を集められず、ジャイルズ・エア（Giles Eyre）への支持を表明して選挙戦から撤退した。11月10日の開票ではエア（2,575票）が3位で落選、デイリー（5,673票）とデニス・ボーズ・デイリー（3,468票）が当選した。
1812年の当選以降はアイルランド主席政務官ロバート・ピールと政治観が近いことと趣味の銃猟が共通していることから親しい友人になり、議会でほとんど演説しなかったが採決で政府を支持した。カトリック解放に関しては可決されると勢力が打撃を受けるものの、反対することもできない状態に陥った。1816年、ブルックスに加入した。1818年イギリス総選挙ではデイリー、デニス・ボーズ・デイリー、マーティンが2議席を争う構図だったが、デイリーはマーティン以外の全勢力から支持されたとされ、5,293票（1位）で再選した。
1820年イギリス総選挙では無投票で再選したほか、ゴールウェイ・バラで策略を用いて影響力を取り戻した。デイリーはまず70代のデニス・ボーズ・デイリー（1821年死去）から選挙活動を引き継ぎ、次いで1818年にゴールウェイにおける不在自由市民でも投票権を認められるとする判決を利用して、不在自由市民を数百名登録した。現職議員ヴァレンタイン・ブレイクは支持が低下しているものの未だに影響力が強く、デイリーは1818年の総選挙で「ブレイクを当選させ、その代償として採決ではデイリーの指示を受ける」との合意を交わせてブレイクを当選させ、同年に合意を公開したことでブレイクの信用を失わせた。同じく出馬を考えていたエアもデイリーとの交渉を公開されたことで当選の見込みがなくなり、撤退した。最終的には不在自由市民の票がものを言い、ブレイクは400票差で落選した。
1826年イギリス総選挙でも6,206票でトップ当選したものの、政府と親しすぎることとカトリック解放をめぐる採決での投票が安定しなかったことが理由となって、カトリック解放がなされた後の1830年イギリス総選挙では666票（3位）で落選した。一方、ゴールウェイ・バラではデイリーの影響力が維持された。1831年イギリス総選挙では出馬せず、1832年イギリス総選挙では保守党候補として県選挙区で1,368票を得て当選、1834年に議員を退任した。

### 叙爵と死
アイルランド貴族への叙爵は1818年の総選挙の後にはピールへの手紙で「選挙戦で飛び交う悪事に疲れた」と愚痴をこぼし、爵位を得ることで選挙戦から逃れようとした。1823年12月にも「父も祖父も叙爵を拒否しているが、（中略）私は県選出議員を務めることに疲れており、ここ（議会のあるロンドン）に住みつつ子供たちに必要な教育を施すことはできない。そして、1年でも離れてみれば有権者を無視していると宣言される」とピールへの手紙で述べ、同日にジョージ・カニングにも手紙を書いて政府への支持をアピールした。このときは首相リヴァプール伯爵に拒否され、1824年に再度申請したときは「カトリック解放を支持するために登院することはせず、代わりにダンサンドル城にこもってる」と批判された。ウェリントン公爵内閣期の1829年になって、内閣がデイリーをアイルランド貴族への叙爵に最も値する人物と認識するようになったが、今度はクレア県選挙区のような事件の再来を恐れたデイリーが長男の成人まで待つことに同意した。1830年末にも次のグレイ伯爵内閣でデイリーの叙爵が実現すると辞任した首相ウェリントン公爵が述べたが、グレイ内閣期も第1次ピール内閣期もデイリーの叙爵が実現せず、最終的には1845年6月6日にデイリーがアイルランド貴族であるゴールウェイ県におけるダンサンドルおよびダンサンドルのクランコナル男爵に叙された。1800年合同法の施行以降、新しいアイルランド貴族爵位の創設には既存の爵位が3つ廃絶する必要があり、ダンサンドル＝クランコナル男爵位の創設はセント・ヘレンズ男爵、ラッドロー伯爵、アスローン伯爵の廃絶を根拠とした。
1847年8月7日に腸チフスによりダンサンドル城で死去、息子デニス・セント・ジョージが爵位を継承した。

## 家族
1808年3月5日、マリア・エリザベス・スミス（Maria Elizabeth Smyth、1866年11月2日没、初代準男爵サー・スケッフィントン・スミスの娘）と結婚、5男2女をもうけた。
- デニス・セント・ジョージ（1810年7月10日 – 1893年1月11日） - 第2代ダンサンドル＝クランコナル男爵[2]
- スケッフィントン・ジェームズ（1811年12月25日 – 1894年9月7日） - 第3代ダンサンドル＝クランコナル男爵[2]
- チャールズ・アンソニー（1812年/1813年 – 1854年12月29日） - セヴァストポリ包囲戦で戦死[10]
- ボーズ・リチャード（1814年 – 1888年5月20日[10]）
- ロバート（1818年 – 1892年1月15日[2]） - 1845年12月27日、セシリア・マリア・エイコート（Cecilia Maria A'Court、1889年12月25日没、初代ヘイツベリー男爵ウィリアム・エイコートの娘）と結婚、子供あり。第4代ダンサンドル＝クランコナル男爵ジェームズ・フレデリック・デイリーの父[10]
- イリナ・マーガレット（1857年5月2日没[10]）
- ローザ・ガートルード・ハリエット（Rosa Gertrude Harriet、1859年8月31日没） - 1856年9月25日、ジョン・エドワード・ヴェナブルズ・ヴァーノン（John Edward Venables Vernon）と結婚[10]